# Psychotria carthagenensis
Psychotria carthagenensis, conocida como amyruca, es un arbusto de la familia Rubiaceae. Se encuentra en la selva sudamericana como sotobosque de arbustos. Crece desde los trópicos de América del Sur a México.

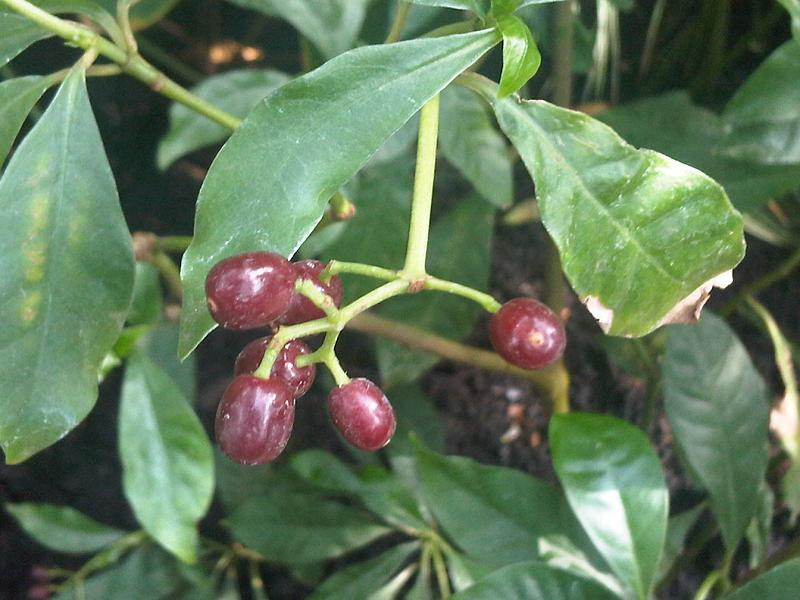
Frutos

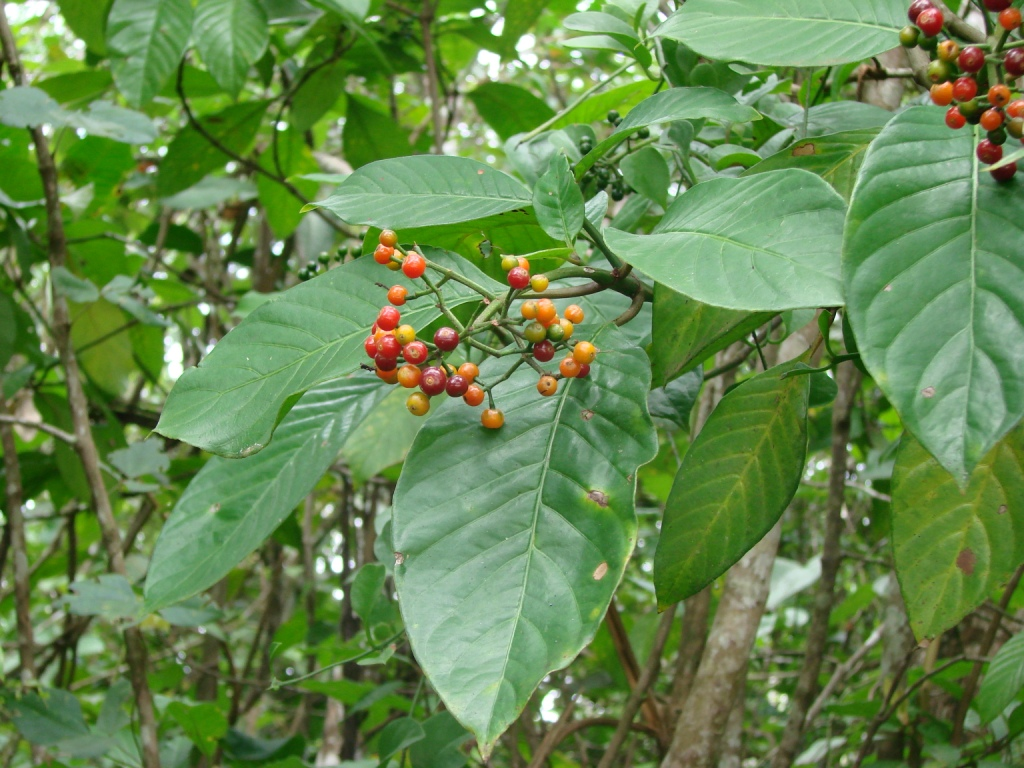
Hojas

## Descripción
Son arbustos que alcanzan un tamaño de hasta 4 m de alto, glabros a pubérulos. Las hojas tiene forma elípticas, de 6–13 cm de largo y 2–5 cm de ancho, con ápice agudo a acuminado, base aguda a cuneada, papiráceas. Inflorescencias terminales, glabras a pubérulas, paniculadas, piramidales, con 2 ejes secundarios por nudo o generalmente 4 y 2 de ellos más cortos, pedúnculos 2–4.5 cm de largo, panículas 2–6 cm de largo, brácteas triangulares, 0.5–1.5 mm de largo, pedicelos hasta 2 mm de largo, flores en címulas de 2–5; limbo calicino hasta 0.5 mm de largo, dentado; corola infundibuliforme, blanca, tubo 2.5–3 mm de largo, lobos 1–2 mm de largo. Frutos elipsoides, 4–6 mm de largo y 4–4.5 mm de ancho, anaranjados a rojos o morados; pirenos 2, con costillas longitudinales.

## Taxonomía
Psychotria carthagenensis fue descrito por Nikolaus Joseph von Jacquin y publicado en Enumeratio Systematica Plantarum, quas in insulis Caribaeis 16. 1760.
Sinonimia
- Mapouria alba f. intermedia Chodat & Hassl.
- Mapouria alba var. tristis (Müll.Arg.) Chodat & Hassl.
- Mapouria australis Müll.Arg.
- Mapouria catharinensis Müll.Arg.
- Mapouria compagniata Müll.Arg.
- Mapouria crassa Müll.Arg.
- Mapouria ficigemma (DC.) Lemée
- Mapouria fockeana (Miq.) Bremek.
- Mapouria martiana Müll.Arg.
- Mapouria pohliana Müll.Arg.
- Mapouria rabeniana Müll.Arg.
- Mapouria riedeliana Müll.Arg.
- Mapouria rigida Rusby
- Mapouria tristis Müll.Arg.
- Mapouria velhana Müll.Arg.
- Psychotria decidua Vell.
- Psychotria elliptica Ker Gawl.
- Psychotria ficigemma DC.
- Psychotria fockeana Miq.
- Psychotria foveolata Ruiz & Pav.
- Psychotria ilheosana Standl.
- Psychotria proxima Standl.
- Psychotria sagrana Urb.
- Psychotria tristicula Standl.
- Uragoga australis (Müll.Arg.) Kuntze
- Uragoga carthagenensis (Jacq.) Kuntze
- Uragoga catharinensis (Müll.Arg.) Kuntze
- Uragoga compaginata (Müll.Arg.) Kuntze
- Uragoga elliptica (Ker Gawl.) Drake
- Uragoga ficigemma (DC.) Kuntze
- Uragoga fockeana (Miq.) Kuntze
- Uragoga foveolata (Ruiz & Pav.) M. Gómez
- Uragoga jacobaschii Kuntze
- Uragoga pohliana (Müll.Arg.) Kuntze
- Uragoga rabeniana (Müll.Arg.) Kuntze
- Uragoga reevesii Kuntze
- Uragoga tristis (Müll.Arg.) Kuntze
- Uragoga velhana (Müll.Arg.) Kuntze
- Uragoga watsoniana Kuntze[3]

## Importancia económica y cultural
Contiene el alcaloide indol DMT, es conocido principalmente como un ingrediente en la enteogénica del té ayahuasca, aunque su uso es menos común que Diplopterys cabrerana o su pariente cercano Psychotria viridis.
A partir de la hibridación de Psychotria viridis y Psychotria carthagenensis se ha desarrollado el híbrido comercial Psychotria Nexus. Se ha afirmado que Nexus tiene una tasa de crecimiento más rápida que P. carthagenensis y contiene solo el 70 % de DMT en comparación con P. viridis, sin embargo, se necesita más investigación y desarrollo para cuantificar estos resultados y el potencial de nuevos cruces genéticos.

### Estudios farmacológicos
En un estudio de 2014 se identificaron los siguientes metabolitos secundarios en extractos hidroalcohólicos de las hojas: taninos, flavonoides, flavonoles y fenoles, y se comprobaron las propiedades antioxidantes del extracto.
En otro estudio de 2021 se identificaron los siguientes metabolitos secundarios en extractos acuosos de las hojas: anthraquinonas, compuestos fenólicos, esteroides, flavonoides, taninos y alcaloides.

## Nombres comunes
- Rami appane, rani appani, sameruca, wy-soo-dö, yagé y yagé chacruna[8]
- En Brasil:  carne-de-vaca, orelha-de-onca, erva-de-rato-branca, cafeeiro-do-mato[4]